# اشولات (نیوهمپشایر)
اشولات (به انگلیسی: Ashuelot) یک منطقهٔ مسکونی در ایالات متحده آمریکا است که در شهرستان چشایر، نیوهمپشایر واقع شده‌است. اشولات ۱۳۱٫۰۷ متر بالاتر از سطح دریا واقع شده‌است.